# Broby (Svezia)
Broby è una cittadina (tätort) della Svezia meridionale, situata nella contea di Scania; è il capoluogo amministrativo della municipalità di Östra Göinge.